# Rue Dupuy-de-Lôme
La rue Dupuy-de-Lôme est une voie du 13e arrondissement de Paris, en France.

## Situation et accès
La rue Dupuy-de-Lôme est une voie publique située dans le 13e arrondissement de Paris. Elle débute au 3, rue Péan et se termine au 44, avenue de la Porte-d'Ivry.

## Origine du nom
Elle porte le nom de Stanislas Dupuy de Lôme (1816-1885), ingénieur militaire du génie maritime et homme politique français.

## Historique
Cette rue est ouverte et prend sa dénomination actuelle en 1932 sur l'emplacement du bastion no 90 de l'enceinte de Thiers.